# Sa Vermada
Les Festes del Vermar o Sa Vermada, és la festa més popular del poble de Binissalem, un municipi de l'illa de Mallorca. Se celebra durant la segona quinzena, i dura fins al darrer diumenge de setembre. La festa ens remet a l'època d'anar a recollir el raïm. De fet, tots els pagesos o vermadors van a les vinyes a vermar i a trepitjar raïm. El darrer dissabte d'agost es fa un concurs on es presenten com a representants del poble de Binissalem, joves de 16 anys fins al 2019, però que després de la Covid'19, quedarà amb la quinta dels joves de 17. Aquests s'escullen a través d'una votació a la qual hi poden participar els majors de 14. Ser vermador implica haver de convidar les autoritats a les festes, i també ajudar la gent major i acudir a les entrevistes pertinents, així com ser els majors representants del poble durant aquelles festes.
La festa dura dos caps de setmana. El primer divendres es duu a terme el Pregó de festes, així com l'entrega de bandes als Vermadors i Vermadores. L'endemà dissabte, al matí es realitza una cursa en bicicleta per anar al pinar de Biniagual, on els participants són convidats a una berenada de pa amb llangonissa i un refresc. També se sortegen diversos regals. Paral·lelament, es realitza el Voltant Voltant, una volta de bar en bar per dins el poble. Seguidament, tothom es reuneix davant l'Ajuntament del poble i extraoficialment, comença Sa Vermada amb el Txupinasso. Quan aquest finalitza, tothom acudeix a la Guerra del Raïm, una batalla campal. Després d'una bona dutxa, s'instaura la vestimenta típica de trepitjador, d'un color blanc/beige. Més tard, tothom es reuneix a la plaça major i se celebra el dinar de trepitjadors, on s'ofereixen fideus de vermar (plat típic de Binissalem) a tothom que vagi vestit i hagi comprat un tiquet amb anterioritat. Quan s'acaba el dinar, hi ha grups de música a la plaça fins a altes hores de la matinada. L'endemà, per acabar el cap de setmana, se celebra el concurs de trepitjar raïm, on tothom major de 14 anys hi pot participar.
La darrera setmana, el dijous, concretament, es fa una cursa intervinyes que atravessa José Luis Ferrer i quan això acaba, es fa un sopar de fideus de vermar a Can Arabí, on hi acudeix tot el poble. El divendres des de ben prest es guarneixen els carrers, i al vespre es fa el sopar a la fresca on es tornen a menjar els famosos fideus de vermar. Aquesta celebració no tan sols és gaudida pels habitants del poble, sinó que també hi acudeix gent de tots els indrets. L'últim dissabte està dedicat a la desfilada de carrosses, on tots els habitants es vesteixen de pagesos/es, seguits de la revetlla del vespre. Finalment, el darrer diumenge tothom pot gaudir de la fira: les degustacions de vi, les exposicions, el concurs de fotografia, el de cossiols...
Binissalem és un poble que acull una festa de gran renom, Sa Vermada. Una celebració anual on tothom hi pot acudir i participar-hi de manera massiva.

## Sopar a la fresca
- Es conviden els amics, familiars, etc.
- Es posen taules al carrer i s'adornen. També es posen bombetes per veure-hi millor.
- En alguns carrers del poble s'hi pot escoltar música que prové d'alguna orquestra o similar.
- Se sol menjar de primer plat el que es coneix com els típics "Fideus de Vermar".
- En acabar el sopar, continua la festa fins tard.[4]

La vermada són una de les festes importants del Raiguer, duren dos caps de setmana. El mes d'abans, és a dir, el mes d'agost s'elegeixen els vermadors, que representen al poble durant les festes d'aquest any, són els joves de 16 anys, i per presentar-s'hi s'ha d'estar empadronat al poble. Les eleccions estan obertes a tota la gent major de 14 anys. Aquest any les eleccions s'han modernitzat, s'han fet per mitjà d'ordinadors, una nova organització més còmoda, moderna i fàcil. Els vermadors (tres nines i dos nins) acudeixen a entrevistes de televisió, ràdio, diaris.. El primer cap de setmana de festa, el dissabte, és el dia dels trepitjadors, a les 9:00 del matí es fa l'anada a Biniagual amb bicicleta, després la guerra del rem, on la gent es tira rem pel cap i per tot, després ens reunim tots a la plaça del poble i feim un dinar de fideuà i després música i festa, el diumenge després es fa el concurs de trepitjar raïm (juvenil, adults). L'altre cap de setmana al dijous es fa els fideus a Can Arabí, el divendres el sopar a la fresca (fideus de vermar) i el dissabte les carrosses, durant tot el diumenge hi ha fira, on s'exposen les empreses de Binissalem, i altres. És el mes del vi, i de les millors festes que té Binissalem. Els vestits tradicionals de la festa són el de trepitjador (dues peces blanques o beixes) i el de pagès i pagesa.
La festa es va formar fa molts d'anys concretament el 10 d'octubre de 1965, es va formar gràcies a una associació de joves del poble anomenat Club Atlant, per iniciativa del vocal Gabriel Fiol Munar i del president del club Antoni Moya Pol amb la col·laboració del poeta binissalemer Llorenç Moya Gilabert. En el primer any es va dur a terme de forma privada, només per als socis del Club Atlant, en el casal de Can Gelabert, pero en els anys siguents ja se celebrava per tot el poble i després es va decidir poder representar el poble amb cinc vermadores, una d'elles era la vermadora major. Passat un parell d'anys, es va canviar i es van posar 2 vermadors i 3 vermadores (la vermadora major i les dues dames d'honor) que les triava l'ajuntament de Binissalem i passant els anys, es va decidir que els trià el poble del 14 any fins a 25 anys i el 2007 es va decidir que es poguessin votar dels 14 als 41 anys i el 2008 es va posar el mètode nou del 14 anys endavant i es va posar el mètode informàtic i es feia el recompte automàtic i després ràpidament es va saber els qui eren els 5 vermadors que representaven el poble.
La festa dura des mitjans mes de setembre fins al darrer cap de setmana. El primer cap de setmana es fa la imposició de bandes i el dissabte tothom es va posar el vestit de casot i surt a dinar a la plaça tots junts i poder celebrar la festa. El diumenge se celebra la festa de la gent gran i tota la setmana es fan diferents actes. I el divendres es fa el sopar a la fresca i es posa una camiseta que la majoria del poble du. I el dissabte surten les carrosses, que és la festa més esperada per tota la joveneia del poble. El diumenge venen totes les autoritats convidades per poder celebra SA VERMADA que es fa una missa i després sortim a n'els vasos de l'església i els 2 vermadors es canvien de roba i es posen la roba de casot (la roba de fer feina) i trepitgen raïm que després la vermadora major i les dues dames d'honor i els vermadors fan l'ofrena a la mare de déu i després el tall de vermadors i na Maria Canoves acaben la festa i aquest darrer any va acabar la festa amb el darrer ball que va dedicar la vermadora major.